# District de Thoune
Le district de Thoune (Amtsbezirk Thun en Allemand) est l’un des 26 districts du canton de Berne en Suisse. Le chef-lieu du district est la commune de Thoune. Sa superficie est de 285 km² et compte 26 communes:
- CH-3633 Amsoldingen
- CH-3638 Blumenstein
- CH-3615 Buchholterberg
- CH-3619 Eriz
- CH-3617 Fahrni
- CH-3636 Forst-Längenbühl
- CH-3625 Heiligenschwendi
- CH-3627 Heimberg
- CH-3652 Hilterfingen
- CH-3631 Höfen bei Thun
- CH-3622 Homberg
- CH-3623 Horrenbach-Buchen
- CH-3653 Oberhofen am Thunersee
- CH-3616 Oberlangenegg
- CH-3638 Pohlern
- CH-3624 Schwendibach
- CH-3655 Sigriswil
- CH-3612 Steffisburg
- CH-3623 Teuffenthal
- CH-3634 Thierachern
- CH-3600 Thoune
- CH-3635 Uebeschi
- CH-3661 Uetendorf
- CH-3614 Unterlangenegg
- CH-3618 Wachseldorn
- CH-3645 Zwieselberg